# Óscar Sevilla
Óscar Sevilla Rivera (Ossa de Montiel, Albacete, 29 de septiembre de 1976) es un ciclista hispano-colombiano. Profesional desde 1998, destaca por ser un corredor compacto pero sobresale con dotes como escalador.
Su mejor temporada fue la de 2001, cuando ganó el maillot blanco (mejor joven) en el Tour de Francia y fue 2.º en la general de la Vuelta a España (debido a fallos mecánicos perdió el liderato), en las filas del Kelme. Ha participado en Grandes Vueltas obteniendo notables resultados tanto como líder y gregario.
Actualmente corre para el equipo de categoría Continental el Team Medellín, en el que actúa como jefe de filas habitualmente.

## Biografía

### Categorías inferiores
En categorías inferiores se erigió como un escalador puro obteniendo en la categoría de aficionado 37 victorias.

### Primeros años como profesional
Tras destacar como amateur en el Equipo Ciclista Gres de Nules, debutó en el ciclismo profesional en 1998, en las filas del Kelme-Costa-Blanca. En su primer año pasó inadvertido, dejando huella en algunas pequeñas carreras, pero ya en 1999 dio el salto ganando una etapa del Tour de Romandía, siendo el ganador de la clasificación de jóvenes. Llegó al Giro de Italia de ese año siendo su primera gran vuelta y obtuvo un 13.º puesto meritorio.
En el año 2000 consiguió vencer en el Memorial Manuel Galera y en él Trofeo Luis Ocaña, fue 2.º en la Volta a Catalunya (1.º en la montaña y 1.º en la regularidad), 2.º en la Vuelta a Burgos y tuvo buenas participaciones en la Subida a Urkiola, la Escalada a Montjuic, de nuevo participó en el Giro de Italia quedando 16.º y participó por primera vez en la Vuelta a España terminando en 14.ª posición. Ese año dio también positivo por cafeína por lo que estuvo suspendido durante varias semanas.

### Apogeo en Tour y Vuelta

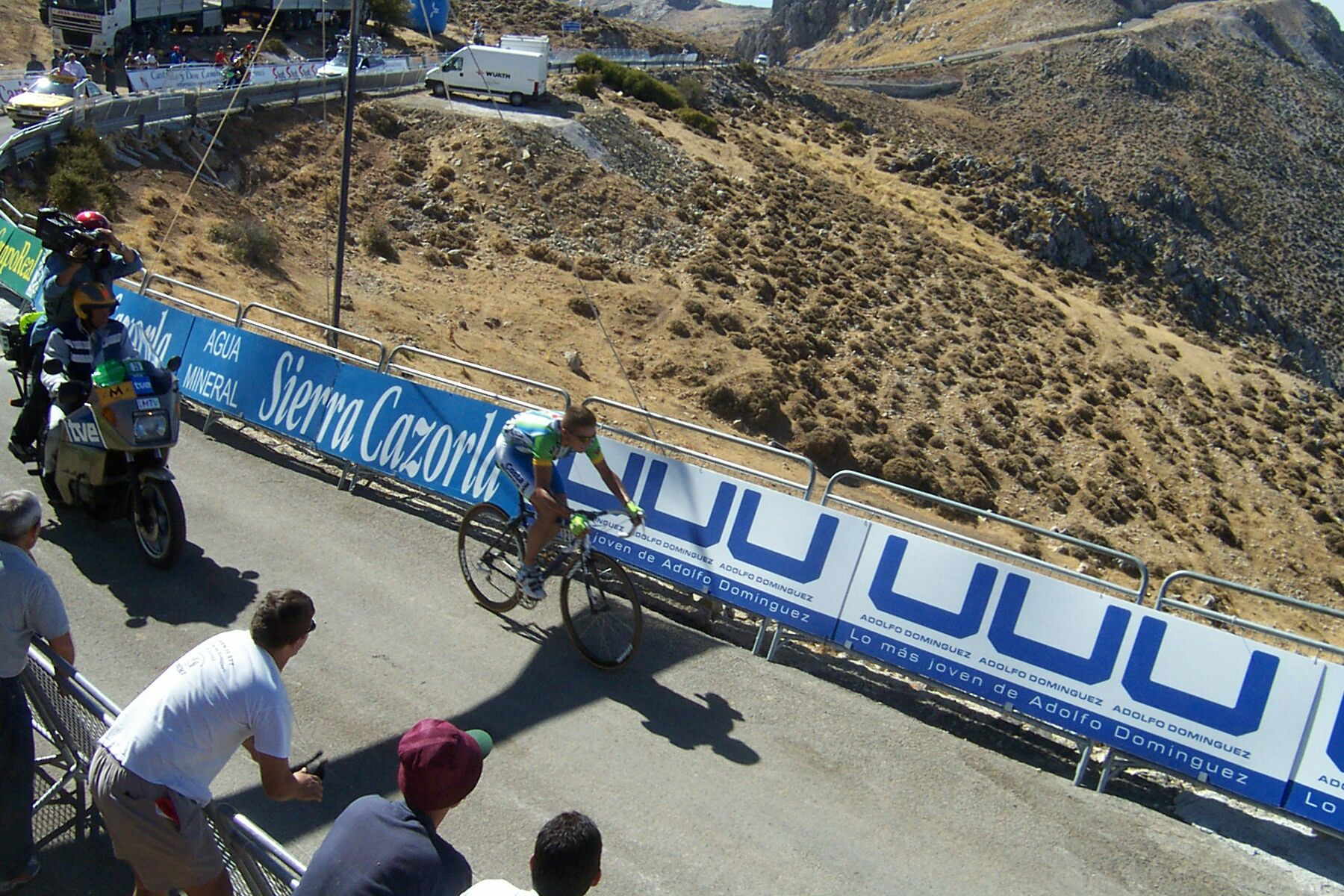
El ciclista en la Vuelta a Andalucía, a su paso por Alcalá la Real, Jaén, España.

El año 2001 se presentaba como su año de explosión y así fue, en la Vuelta a Romandía quedó 4.º, 5.º en la Volta a Catalunya, 2.º en la Subida al Naranco, 3.º en la Escalada a Montjuic, 4.º en la Vuelta a Burgos y llegó al Tour de Francia con muchas expectativas y estas se cumplieron. Estuvo con los mejores en las grandes etapas pirenaicas y alpinas, terminó 7.º y obtuvo el maillot blanco al mejor joven. Llegó a la Vuelta a España con el cartel de favorito y se cumplió. Vistió el maillot de líder durante 12 días, y al no ser un especialista en contrarreloj perdió la vuelta ante Ángel Casero en la última etapa.
En 2002, ganó una etapa de la Escalada a Montjuic, 4.º en la Escalada a Montjuic, 2.º en la Clásica de los Alpes, 6.º en la Vuelta a Aragón, 3.º en la Subida al Naranco y 6.º en la Vuelta a Asturias (1.º regularidad). Ese año por unos problemas no pudo participar en el Tour de Francia pero si en la Vuelta a España donde portó el Maillot de líder durante 9 días y terminó 4.º de la clasificación general.

### Progresión frenada
En 2003, llegó el año de infortunio, quedó 12.º en la Vuelta a España y en los Mundiales de Hamilton de ese año tuvo una caída que lo mantuvo alejado de las carreteras durante varios meses y de la que le costaría varias temporadas recuperarse totalmente.
En 2004, fichó por el Phonak, siendo 3.º en la Dauphiné Libéré, 24.º del Tour de Francia y se tuvo que retirar de la Vuelta a España por problemas.

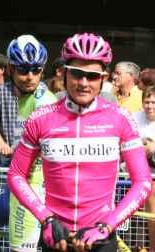
Sevilla con el maillot del T-Mobile

### Gregario de Jan Ullrich
En 2005, fichó por el T-Mobile de Jan Ullrich, para ayudar a este a su asalto al Tour de Francia, quedando 18.º de la clasificación. Hizo una buena Vuelta a España y quedó séptimo.
En 2006 se produjo el principio del resurgimiento: ganó la etapa reina de la Vuelta a Asturias y fue 1.º de la General. Sin embargo ese año se vería marcado por la Operación Puerto.

### Operación Puerto
En 2006, en el marco de la Operación Puerto, fue identificado por la Guardia Civil como cliente de la red de dopaje liderada por Eufemiano Fuentes, bajo los nombres en clave número 5 y Sevillano. Entre las pruebas recabadas por el instituto armado se encontraban las siguientes:
- una grabación de vídeo realizada el 13 de mayo en las que Sevilla entraba al apartamento de Eufemiano Fuentes (C/ Caídos de la División Azul n.º 20, 4-A) junto al Dr. Fuentes y José Ignacio Labarta,[3]

- cuatro bolsas sanguíneas con su nombre en clave (número 5) y la fecha 13 de mayo (que correspondería al día de su extracción, en el apartamento de Fuentes),[3]

- el Documento 33 intervenido en los registros (en el que figuraba escrito PROZAC SEVILLA ¿Quién pone I-3 (insulina)? ¿Y TGN (trigón)? ¿Y HM (HMG-Lepori)?"),[4]

- un calendario en el que se detallaba un programa de extracciones/reposiciones de sangre.[4]

Antes de que la Guardia Civil le identificara en su informe con las pruebas arriba referidas, la posibilidad de que Sevilla fuera uno de los implicados en la trama de dopaje era ya un rumor que había sido publicado por la prensa. Pese a esas noticias, Sevilla acudió a la Dauphiné Libéré; ante la perplejidad de sus compañeros del equipo T-Mobile, sorprendidos de que un ciclista señalado en el caso acudiera a competir con aparente normalidad, Sevilla les dijo "Es que si me echan a mí, también tienen que echar a Ullrich, que también está pringado". Finalmente, tanto Sevilla como Ullrich (jefe de filas del equipo) fueron identificados por la Guardia Civil como clientes de la red de dopaje, siendo excluidos por la organización del Tour de Francia 2006 y expulsados del equipo T-Mobile.
Sevilla no fue sancionado por la Justicia española al no ser el dopaje un delito en España en ese momento, y tampoco recibió ninguna sanción deportiva al negarse el juez instructor del caso a facilitar a los organismos deportivos internacionales (AMA, UCI) las pruebas (documentación y bolsas sanguíneas) que demostrarían su implicación como cliente de la red de dopaje.

### 2007
En 2007, fichó por el Relax Gam, donde coincidía con otros ciclistas identificados en la Operación Puerto como clientes de la red de dopaje de Eufemiano Fuentes: Francisco Mancebo y Santi Pérez.
ganó la etapa reina de la Volta a Cataluña, siendo 5.º en la general, 1.º en la Ruta del Sur y ganador de 1 Etapa, 6.º en la Vuelta a Castilla y León, 6.º en la Vuelta a Austria, 5.º en la Escalada a Montjuic, 6.º en el Campeonato de España en ruta y 5.º en el Campeonato de España contrarreloj.

### 2008
En 2008, fichó por el equipo estadounidense Rock Racing (de categoría Continental), donde coincidiría nuevamente con otros ciclistas identificados en la Operación Puerto como clientes de la red de dopaje desarticulada: Tyler Hamilton (quien volvió a dar positivo en 2009), Francisco Mancebo y José Enrique Gutiérrez. En su primer año en el equipo ganó la clásica Reading Classic, 1 etapa de la Vuelta a Colombia y la regularidad, 2.º en el Campeonato de España en Ruta junto a otras victorias en carreras no oficiales como 1 etapa de la San Dimas Stage Race, 1 etapa de la Clásica internacional de Bogotá y el Clásico RCN, (además de una etapa) convirtiéndose así en el primer no colombiano en ganar esta carrera.

### 2009
En 2009 hizo una buena participación en la carrera profesional Vuelta a Asturias, una de sus carreras favoritas, logrando una victoria de etapa, así como en la carrera amateur Cascade Cycling Classic, donde logró el triunfo final más una etapa. En septiembre acudió a varias carreras amateurs en Colombia, participando con el equipo Energas Gobierno de Casanare, en calidad de cedido y tras llegar a un acuerdo con el Rock Racing, en la que ganó la Vuelta a Cundinamarca donde además ganó 1 etapa. En el mes de octubre se proclamó campeón de la vuelta profesional de la Vuelta a Chihuahua.

### 2010: recalificado amateur
Al recalificarse en amateur su anterior equipo, el Rock Racing, él siguió el mismo camino fichando temporalmente por los equipos amateurs colombianos del Pinturas Bler Cundinamarca y el Bicicletas Strongman respectivamente, donde consiguió algunas victorias no oficiales como la Clásica de Anapoima y la Vuelta a Antioquia en Colombia. A pesar de declarar que no volvería a correr con el Rock Racing finalmente corrió con ellos la vuelta profesional de la Vuelta a México, que ganó.
Finalmente firmó por el equipo amateur Orgullo Paisa-Indeportes Antioquia tras fracasar las negociaciones con el también equipo amateur del Cundinamarca-Bler (anteriormente Pinturas Bler Cundinamarca), para el resto de la temporada. Ganó la Vuelta a Antioquia y pudo correr la carrera profesional de la Vuelta a Colombia donde ganó la última etapa y fue segundo de la clasificación general por detrás de su compañero de equipo Sergio Henao. Posteriormente ganó una etapa de la carrera no oficial Vuelta a Marco Fidel Suárez-Alcaldía
El 16 de septiembre la UCI anunció que el corredor había dado positivo por Hydroxyethyl en un control antidopaje realizado el 15 de agosto, día en que ganó la última etapa de la Vuelta a Colombia, por lo que quedaba provisionalmente suspendido. A pesar de ello su equipo, el Orgullo Paisa, que había ascendido a la categoría Continental, le anunció como integrante de la plantilla 2011.

### 2011

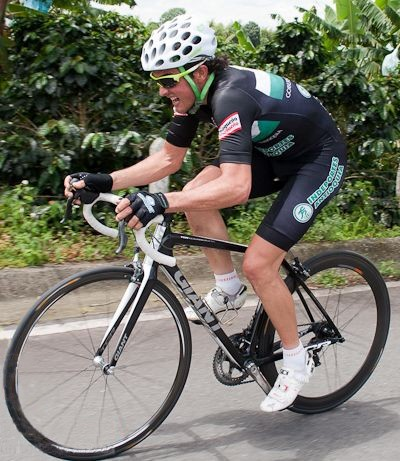
Óscar Sevilla en el equipo colombiano Gobernación de Antioquia-Indeportes Antioquia (2011)

Sevilla corrió gran parte de la temporada colombiana con normalidad, a la espera de la resolución de su caso. El inicio de la temporada fue prometedor con triunfos en la Vuelta Internacional del Café y la Vuelta a Antioquia. Pero en la Vuelta a Colombia vio frustradas sus aspiraciones muy tempranamente al perder varios minutos en la 4.ª etapa. Igualmente logró la victoria en las etapas 8 y 9, culminando 5.º en la general. Una gira de su equipo por Estados Unidos lo llevó a disputar el Tour de Utah donde tuvo una destacada actuación finalizando en 4.º lugar.
A mediados de septiembre, cuando estaba preparando la segunda carrera colombiana en importancia, el Clásico RCN, su caso por dopaje tuvo resolución ya que la Real Federación Española de Ciclismo lo suspendió por 6 meses. En la resolución se aclaró que fue un hecho involuntario, debido a un tratamiento médico posterior a una caída, y que la sustancia Almidón hidroxietílico no aumentó su rendimiento deportivo. Sevilla aceptó la decisión y no apeló el fallo con lo cual regresaría en la temporada 2012, pero en noviembre la UCI recurrió la sanción ante el TAS con lo cual Sevilla debió dar sus explicaciones ante dicho tribunal. Mientras, el equipo Gobernación de Antioquia comunicó que continuaría apoyándolo y una vez finalizada la sanción lo reintegraría a la plantilla, aunque finalmente esto no ocurrió.

### 2012

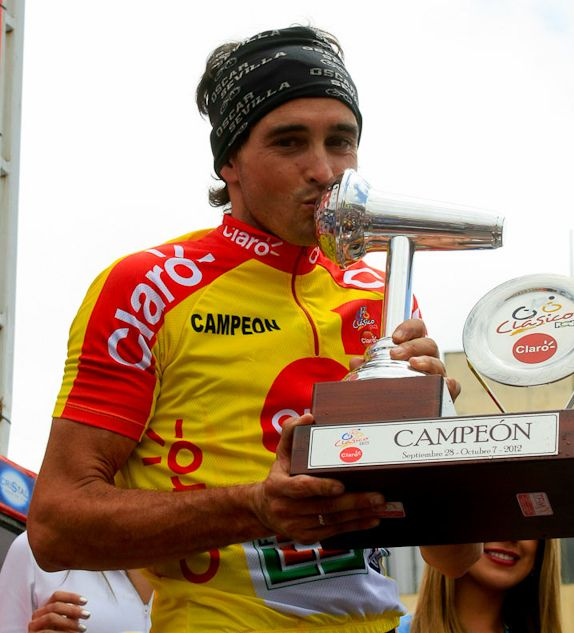
Sevilla con el trofeo de campeón del Clásico RCN 2012

Luego de un ofrecimiento de tramitar la nacionalidad colombiana para disputar el campeonato del mundo, Sevilla accedió y a principios de 2012 obtuvo la doble nacionalidad.
El 18 de marzo de 2012 regresó a la actividad compitiendo en la Vuelta a México por el equipo mexicano amateur Empacadora San Marcos, aunque sin saber si podría acabar dicha competición ya que el 21 de marzo el TAS se reuniría para decidir sobre la apelación que hizo la UCI por considerar insuficiente la suspensión de 6 meses impuesta por la RFEC. Finalmente la resolución final se atrasó, con lo cual Sevilla culminó dicha competición, siendo el vencedor de la misma.
Luego de disputar la Vuelta a México, Sevilla firmó para 2012 con el equipo amateur Formesan-IDRD-Pinturas Bler de la capital, Bogotá, pero a mediados de mayo el TAS notificó a Sevilla que debía cumplir una sanción de 12 de meses por el caso en la Vuelta a Colombia 2010. La sanción corrió a partir de la fecha 16 de septiembre de 2011 (fecha del fallo de la RFEC) y los 8 meses y seis días que cumplió fueron descontados de la sanción de 12 meses, con lo cual quedó habilitado a partir del 10 de septiembre de 2012. En cuanto a lo deportivo, los resultados obtenidos en la Vuelta a Colombia 2010 y los obtenidos posteriormente quedaron anulados.
Retornó a la competición el 12 de septiembre en la Vuelta a Boyacá, carrera que ganó la clasificación general y dos etapas, la contrarreloj y la etapa reina.
A principios de octubre se coronó campeón por segunda vez del Clásico RCN, carrera en la que ganó el prólogo y 2 etapas (una contrarreloj). Pocos días después fue confirmado como nuevo integrante del equipo EPM-UNE para la temporada 2013.

### 2013
El 26 de mayo de 2013, se coronó campeón de la Vuelta a Antioquia, tras ganar la 1.ª y la 3.ª etapa de las 5 de esa edición.

### 2014
El 6 de abril de 2014, gana la Vuelta al Valle del Cauca, convirtiéndose en el primer corredor extranjero en ganarla en sus 59 años de historia. El 17 de agosto de 2014, se coronó campeón de Vuelta a Colombia, tras un circuito cerrado de 7 vueltas por la ciudad de Medellín. Sevilla, llegó al inicio de la etapa 11, a 2 segundos del liderato de la vuelta, obtenido en la etapa previa por Fernando Camargo. Cabe destacar, que Sevilla alcanzó el liderato durante la última etapa del circuito al ganar 3 segundos de bonificación en una meta volante de la carrera.

### 2015
El 8 de marzo de 2015 gana por segunda vez la Vuelta al Valle del Cauca. El 30 de mayo de 2015, gana por cuarta vez la Vuelta a Antioquia, siendo el ciclista con mayor número de ediciones ganadas de esa competición. El 15 de agosto gana la 13.ª y última etapa de la Vuelta a Colombia, una contrarreloj individual, arrebatándole el liderato y por tanto la victoria final al corredor colombiano Mauricio Ortega. Cuatro días antes había ganado también la 9.ª etapa, lo que le valió para llevarse la clasificación final por puntos de la ronda.

### 2016
El 26 de febrero de 2016, gana por tercera vez la Vuelta al Valle del Cauca. El 13 de junio gana la 1.ª etapa de la Vuelta a Colombia, una contrarreloj individual, tomando el liderato por 6 jornadas, pero finalmente la victoria final fue del corredor colombiano Mauricio Ortega quien le superó por solo 2 segundos en la clasificación general final. El 1 de octubre gana por tercera vez el Clásico RCN, luego de tomar el liderato el 26 de septiembre con una victoria de etapa entre Chigorodó y Uramita.

### 2017
El 2 de abril de 2017, gana por cuarta vez consecutiva la Vuelta al Valle del Cauca.

## Palmarés
| 1999 - 1 etapa del Tour de Romandía 2000 - Trofeo Luis Ocaña - Memorial Manuel Galera 2001 - Clasificación de los jóvenes del Tour de Francia - 2.º en la Vuelta a España 2002 - 1 etapa de la Escalada a Montjuic 2003 - 1 etapa de la Escalada a Montjuic 2006 - Vuelta a Asturias, más 1 etapa 2007 - 1 etapa de la Volta a Cataluña - Ruta del Sur, más 1 etapa 2008 - 1 etapa de la Vuelta a Colombia - Reading Classic - 2.º en el Campeonato de España en Ruta - Clásico RCN 2009 - 1 etapa de la Vuelta a Asturias - Vuelta a Chihuahua 2010 (como amateur) - Vuelta a México - Vuelta a Antioquia, más 2 etapas \| Resultados anulados desde el 15/8/2010 al 10/9/2012[30] \| \| --------------------------------------------------------------------------------------------------------------------------------------------------------------------------------------------------- \| \| 2010 - 1 etapa de la Vuelta a Colombia - Clásica Nacional Marco Fidel Suárez 2011 - Clásica de Anapoima - 2 etapas de la Vuelta a Colombia - Vuelta a Antioquia 2012 - Vuelta a México, más 1 etapa \| 2012 (como amateur) - Vuelta a Boyacá, más 2 etapas - Vuelta a Chiriquí - Clásico RCN, más 3 etapas 2013 - Clásica de Anapoima - Vuelta a Antioquia, más 2 etapas - Vuelta a Colombia, más 1 etapa - Tour de Río, más 1 etapa - 1 etapa del Clásico RCN 2014 (como amateur) - Clásica de Fusagasugá - Vuelta al Valle del Cauca - Clásica de Anapoima - Vuelta a Colombia, más 1 etapa - Tour de Río, más 1 etapa - 2 etapas de la Vuelta a Guatemala - 1 etapa del Clásico RCN | 2015 - Vuelta al Valle del Cauca - Clásica de Anapoima - Vuelta a Antioquia, más 1 etapa - Vuelta a Colombia, más 2 etapas - 1 etapa del Tour de Río - Vuelta a Chiriquí 2016 - Vuelta al Valle del Cauca - Clásica de Anapoima - 1 etapa de la Vuelta a Colombia - Clásico RCN, más 1 etapa 2017 - Vuelta al Valle del Cauca, más 2 etapas - Clásica de Anapoima - Vuelta a la Comunidad de Madrid - 1 etapa del Tour de Ankara - 1 etapa del Clásico RCN 2018 - Vuelta a San Juan, más 1 etapa - 1 etapa del Clásico RCN - Vuelta al Ecuador, más 1 etapa 2019 - 1 etapa de la Vuelta Independencia Nacional - Vuelta a Chiloé, más 3 etapas - 2 etapas de la Vuelta a Colombia - Clásico RCN, más 1 etapa 2020 - 1 etapa de la Vuelta a Colombia - 1 etapa del Clásico RCN 2021 - 1 etapa de la Vuelta al Táchira - 1 etapa de la Vuelta a Colombia 2023 - Vuelta Bantrab, más 1 etapa - 1 etapa del Tour de Gila - 1 etapa de la Vuelta a Formosa Internacional - Tour de Hainan 2024 - 1 etapa de la Vuelta al Ecuador 2025 - Vuelta Independencia Nacional |
| Resultados anulados desde el 15/8/2010 al 10/9/2012 | |
| 2010 - 1 etapa de la Vuelta a Colombia - Clásica Nacional Marco Fidel Suárez 2011 - Clásica de Anapoima - 2 etapas de la Vuelta a Colombia - Vuelta a Antioquia 2012 - Vuelta a México, más 1 etapa | |

## Resultados en Grandes Vueltas y Campeonatos del Mundo
| Carrera         | Carrera         | 1998 | 1999 | 2000 | 2001 | 2002  | 2003 | 2004 | 2005 |
| --------------- | --------------- | ---- | ---- | ---- | ---- | ----- | ---- | ---- | ---- |
|                 | Giro de Italia  | Ab.  | 13.º | 16.º | —    | —     | —    | —    | —    |
|                 | Tour de Francia | —    | —    | —    | 7.º  | Ab.   | —    | 24.º | 18.º |
|                 | Vuelta a España | —    | —    | 14.º | 2.º  | 4.º   | 12.º | 22.º | 7.º  |
| Mundial en Ruta | Mundial en Ruta | —    | —    | —    | 54.º | 157.º | Ab.  | —    | —    |

—: no participa

Ab.: abandono

## Equipos
- Kelme-Costa Blanca (1998-2003)
- Phonak Hearing Systems (2004)
- T-Mobile Team (2005-2006)
- Relax-GAM (2007)[33]
- Rock Racing (2008-2010)[34]
- Orgullo Paisa-Indeportes Antioquia (2010[34]-2011)
- Formesan-Pinturas Bler (amateur 2012)
- EPM-UNE (2013-2016)
- Team Medellín (2017-)